# Marie Tussaud

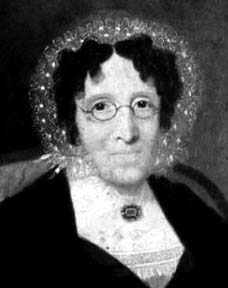
Marie Tussaud

Marie Tussaud (Straatsburg, 1 december 1761 — Londen, 16 april 1850) was een Franse wassenbeeldenartiest. Haar ouders waren Joseph Grosholtz en Anne-Marie Walder. Het museum Madame Tussauds is door haar opgericht, en heeft naast de hoofdvestiging in Londen ook vestigingen in onder andere Amsterdam, Hongkong, Las Vegas, Berlijn, Shanghai en New York.
Marie was getrouwd met François Tussaud. Vandaar de naam Madame Tussaud.

## Biografie

### Vroege leven
Marie werd geboren in Straatsburg als Marie Grosholtz (soms ook gespeld als Grossholtz of Grossholz). Haar vader Joseph overleed in de Zevenjarige Oorlog voordat ze werd geboren, en ze verhuisde met haar moeder naar Bern. Haar moeder werkte voor de arts Curtius. Curtius maakte wassen beelden om anatomische lessen mee te illustreren. Later begon hij ook portretten te maken.

### Eerste wassen beelden

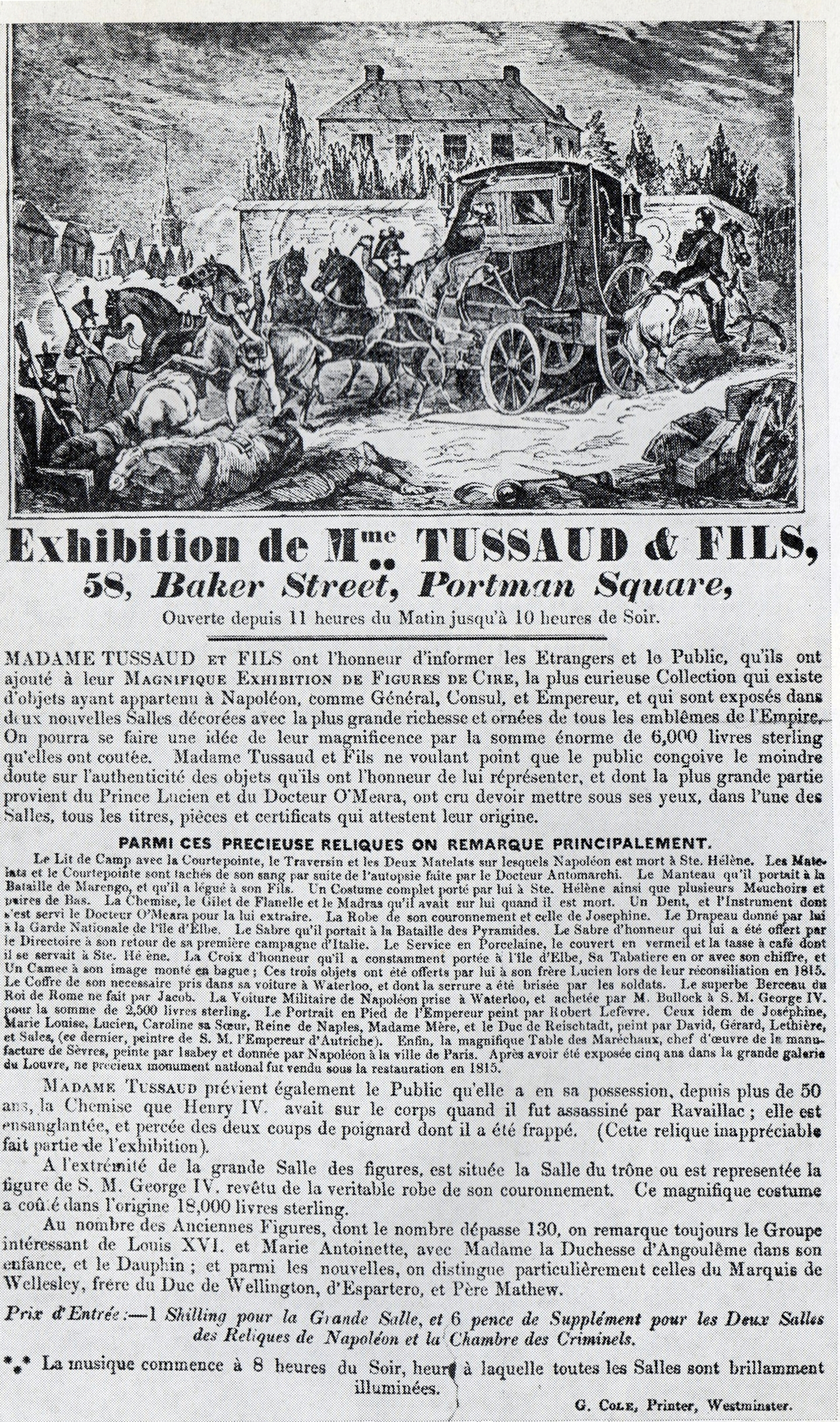
Reclame voor de Tussaud wassententoonstelling in Londen, 1835

In 1765 verhuisde Curtius naar Parijs om een wassenbeeldenkabinet op te zetten, en hij maakte een portret van Marie Jeanne du Barry, de maîtresse van Lodewijk XV. Een afgietsel van dit werk is het oudste dat op dit moment te bezichtigen is. In 1767 verhuisden ook Marie en haar moeder naar Parijs, en daar leerde Marie de kunst van het maken van wassen beelden van Curtius.
Marie maakte haar eerste wassen beeld in 1778, van Jean-Jacques Rousseau. Andere beroemdheden die door haar werden gemaakt waren onder andere Voltaire en Benjamin Franklin.
Tijdens de Franse Revolutie ontmoette Marie veel van de belangrijke politieke figuren zoals Napoleon en Maximilien de Robespierre, maar was ook bevriend met het koninklijke huis, en tussen 1780 tot de revolutie in 1789 gaf ze artistiek onderwijs aan de zuster van Lodewijk XVI in Versailles.
Door deze connecties met het koninklijk huis werd ze gearresteerd door de revolutionairen, en werd gevangengezet. Uiteindelijk werd ze door haar talent met was gered van de guillotine, en werd ze te werk gezet om dodenmaskers te maken van de slachtoffers die geen gratie kregen. Sommige van de dodenmaskers die ze moest maken waren van vrienden van haar, waaronder Marie Antoinette, Jean-Paul Marat en Maximilien de Robespierre. 
Toen Curtius in 1794 overleed liet hij zijn collectie wassen beelden na aan Marie. Zij trouwde in 1795 met François Tussaud.

### Eerste tentoonstelling
In 1802 vertrok Marie Tussaud naar Londen met haar 4-jarige zoon Joseph. Toen vervolgens de Frans-Engelse oorlog uitbrak kon ze niet terug naar Frankrijk. Ze reisde met haar collectie door Groot-Brittannië en Ierland. Na de oorlog kwam ook haar tweede zoon naar Engeland. Haar eerste permanente uitstalling was in 1835 in Baker Street, Londen. 
Ze schreef haar memoires in 1838, en maakte een zelfportret in 1842. Dit portret is nu te bezichtigen bij de ingang van het museum.
Een van de belangrijkste attracties in haar museum was de Chamber of Horrors, waarin slachtoffers van de Franse Revolutie te zien waren, maar ook nieuwe figuren van moordenaars en andere criminelen.
Marie Tussaud overleed in haar slaap in 1850.